# Addiction to the Friction
Addiction to the Friction es el álbum debut del guitarrista estadounidense DJ Ashba, publicado en 1996 por el sello Straight Edge Entertainment. En su grabación participaron reconocidos músicos como el bajista Jerry Dixon (Warrant) y el baterista James Kottak (Scorpions).

## Lista de canciones
1. Over Drive
2. Day at the Beach
3. Addiction to the Friction
4. Shredder's Shuffle
5. If Only
6. G String Groove Thing
7. Bashin' With Beethoven
8. Lax
9. Eyes of a Cherokee
10. Walk, Don't Run
11. Cry for Freedom
12. Follow Your Heart

## Créditos
- DJ Ashba -  guitarra
- Bruce Robinson -  bajo
- James Kottak -  batería
- Jerry Dixon -  bajo en la pista No. 10